# ALC-0315
ALC-0315 ((4-idrossibutil)azanediil)bis(esano-6,1-diil)bis(2-esildecanoato) è un lipide sintetico, oleoso ed incolore. 
È un componente del vaccino anti COVID-19 Pfizer-BioNTech; nello specifico, è uno dei quattro componenti che formano le nanoparticelle lipidiche (LNP). Queste nanoparticelle incapsulano e proteggono l'mRNA usato dal vaccino e promuovono l'assorbimento all'interno delle cellule degli oligonucleotidi.
L'eccipiente ALC-0315 non è ritenuto pericoloso per l'uomo.

## Sintesi
Il composto viene prodotto tramite una serie di reazioni tra varie molecole organiche: il passaggio finale è una amminazione riduttiva in cui il 4-aminobutanolo viene condensato con un'aldeide lipidico utilizzando il sodio triacetossiboroidruro per convertire le immine intermedie ad ammine.
{\displaystyle {\ce {2 (C8H17)(C6H13)CHCO2(CH2)5CHO + H2N(CH2)4OH + 2 NaBH(O2CCH3)3 -> ALC-0315}}}
Viene conservato in soluzioni di etanolo (>10mg/mL) o di cloroformio (>10mg/mL). Entrambe le soluzioni devono essere conservate ad una temperatura di -20 °C o inferiore.

## Biochimica
Al di sotto del pH fisiologico, ALC-0315 è protonato all'atomo di azoto, producendo un catione ammonio; esso viene attratto dall'RNA messaggero, che è anionico. Soluzioni di lipidi in etanolo e soluzioni acquose di acidi nucleici vengono unite, inducendo l'attrazione elettrostatica tra ALC-0315 e acidi nucleici e la formazione di nanoparticelle di mRNA incapsulato da lipidi (liposomi).
Quando il liposoma entra nella cellula tramite endocitosi, l'ambiente acido dell'endosoma determina la protonazione dell'ALC-0315 e conseguentemente il suo distacco dall'acido nucleico.